# La Tranche-sur-Mer
La Tranche-sur-Mer est une commune de l'Ouest de la France, située dans le département de la Vendée en région Pays de la Loire.

## Géographie
Le territoire municipal de La Tranche-sur-Mer s'étend sur 2 104 hectares. L'altitude moyenne de la commune est de 4 mètres, avec des niveaux fluctuant entre 0 et 25 mètres,.
Cette station balnéaire est située sur la Côte des fleurs, en face de l'île de Ré. Elle accueille jusqu'à 120 000 touristes en été.
| Longeville-sur-Mer | Angles             | Grues                                        |
| Océan atlantique   | La Tranche-dur-Mer | L'Aiguillon-la-Presqu'île (La Faute-sur-Mer) |
| Océan atlantique   | Océan atlantique   | Océan atlantique                             |

La Tranche-sur-Mer est accessible :
- en provenance de Paris par l'A11 jusqu'à Angers, puis par l'A87 (direction La Roche-sur-Yon), puis prendre la RD 747 en direction de La Tranche-sur-Mer ;
- en provenance de Bordeaux par l'A10 puis par l'A837 et la RN 137 (direction La Rochelle). Contourner La Rochelle (RN2 37), puis prendre la D 105 (direction Nieul-sur-Mer), puis la D 202e1, la D 9 et la D 10a (direction Luçon). Prendre enfin, la D 25 (direction Triaize) puis la RD 746 (direction L'Aiguillon-sur-Mer) et enfin la D 1046 jusqu'à La Tranche-sur-Mer ;
- par avion : aérodrome privé ;
- par train :
  - Gare SNCF de Luçon, par l'Intercité Nantes-Bordeaux ou avec les TER Pays de la Loire,
  - gare de Paris-Montparnasse en TGV Atlantique jusqu'à la Gare SNCF de La-Roche-sur-Yon (direct) ou via Nantes,
  - de la gare SNCF de Nantes, TER Pays de la Loire jusqu'à la gare de La Roche-sur-Yon (direction Les Sables-d'Olonne),
  - au départ des autres villes de France : un passage en gare de Nantes est obligatoire.

Enfin, une fois être arrivé à la gare de La Roche-sur-Yon, des navettes de cars payantes (Sovetours), amènent les passagers jusqu'à La Tranche-sur-Mer.

## Station balnéaire

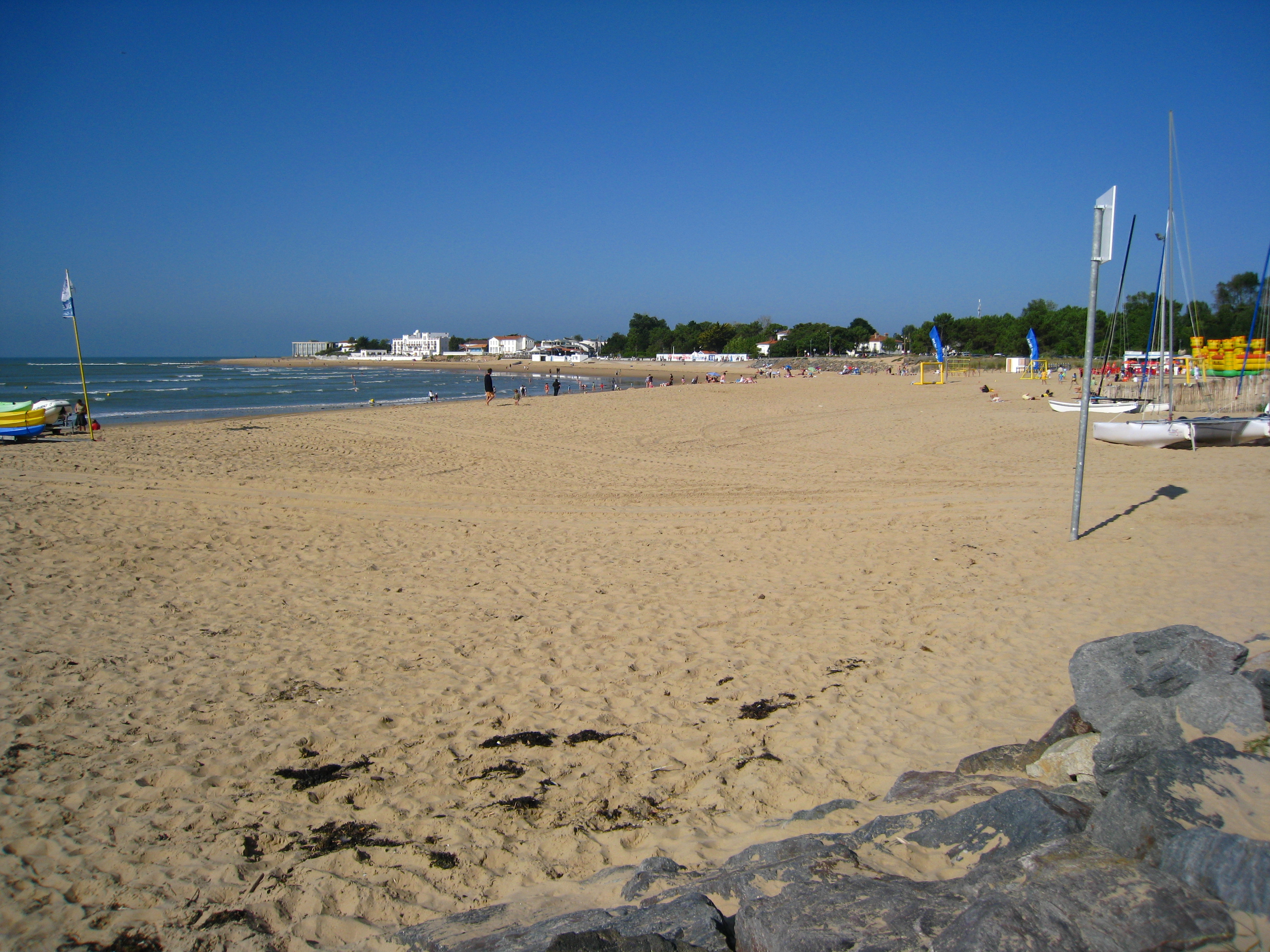
Plage centrale de La Tranche-sur-Mer.

La Tranche-sur-Mer offre, le long de ses 14,7 km de sable fin :
- un centre aquatique
- cinq spots de surf permettant aux débutants comme aux plus confirmés de s'adonner aux plaisirs de la glisse. L'un des spots de surf les plus prisés est la plage de la Terrière.
- un plan d'eau de six hectares pour l'initiation à la voile
- un centre nautique avec une aire de rinçage pour le matériel
- huit postes de secours.
- des équipements de mise à l'eau comme un « tiralo » et un « hippocampe » pour les personnes à mobilité réduite
- des zones de mouillages (430 corps-morts dont 39 équipés (passage à la journée))
- Pêche :
  - La pêche à pied (coquillages et crustacés : pétoncles, palourdes, huîtres, bigorneaux, crevettes, crabes, etc.)
  - La pêche en mer (dans les eaux maritimes : mulets, bars, dorades, soles, etc.)

### Climat
Pour des articles plus généraux, voir Climat des Pays de la Loire et Climat de la Vendée.
En 2010, le climat de la commune est de type climat océanique altéré, selon une étude du CNRS s'appuyant sur une série de données couvrant la période 1971-2000. En 2020, Météo-France publie une typologie des climats de la France métropolitaine dans laquelle la commune est exposée à un climat océanique et est dans la région climatique  Bretagne orientale et méridionale, Pays nantais, Vendée, caractérisée par une faible pluviométrie en été et une bonne insolation.
Pour la période 1971-2000, la température annuelle moyenne est de 12,6 °C, avec une amplitude thermique annuelle de 13,2 °C. Le cumul annuel moyen de précipitations est de 789 mm, avec 12,3 jours de précipitations en janvier et 6 jours en juillet. Pour la période 1991-2020, la température moyenne annuelle observée sur la station météorologique de Météo-France la plus proche, sur la commune d'Angles à 7 km à vol d'oiseau, est de 13,2 °C et le cumul annuel moyen de précipitations est de 869,3 mm,. Pour l'avenir, les paramètres climatiques de la commune estimés pour 2050 selon différents scénarios d'émission de gaz à effet de serre sont consultables sur un site dédié publié par Météo-France en novembre 2022.

## Urbanisme

### Typologie
Au 1er janvier 2024, La Tranche-sur-Mer est catégorisée bourg rural, selon la nouvelle grille communale de densité à sept niveaux définie par l'Insee en 2022.
Elle appartient à l'unité urbaine de La Tranche-sur-Mer, une unité urbaine monocommunale constituant une ville isolée,. La commune est en outre hors attraction des villes,.
La commune, bordée par l'océan Atlantique, est également une commune littorale au sens de la loi du 3 janvier 1986, dite loi littoral. Des dispositions spécifiques d’urbanisme s’y appliquent dès lors afin de préserver les espaces naturels, les sites, les paysages et l’équilibre écologique du littoral, tel le principe d'inconstructibilité, en dehors des espaces urbanisés, sur la bande littorale des 100 mètres, ou plus si le plan local d’urbanisme le prévoit.

### Occupation des sols
L'occupation des sols de la commune, telle qu'elle ressort de la base de données européenne d’occupation biophysique des sols Corine Land Cover (CLC), est marquée par l'importance des territoires agricoles (44,5 % en 2018), une proportion sensiblement équivalente à celle de 1990 (45,2 %). La répartition détaillée en 2018 est la suivante :
prairies (35,8 %), zones urbanisées (26,7 %), forêts (16,9 %), espaces ouverts, sans ou avec peu de végétation (5,6 %), zones agricoles hétérogènes (4,9 %), espaces verts artificialisés, non agricoles (3,7 %), terres arables (2,2 %), cultures permanentes (1,5 %), zones humides côtières (1,5 %), milieux à végétation arbustive et/ou herbacée (0,7 %), zones humides intérieures (0,4 %). L'évolution de l’occupation des sols de la commune et de ses infrastructures peut être observée sur les différentes représentations cartographiques du territoire : la carte de Cassini (XVIIIe siècle), la carte d'état-major (1820-1866) et les cartes ou photos aériennes de l'IGN pour la période actuelle (1950 à aujourd'hui).

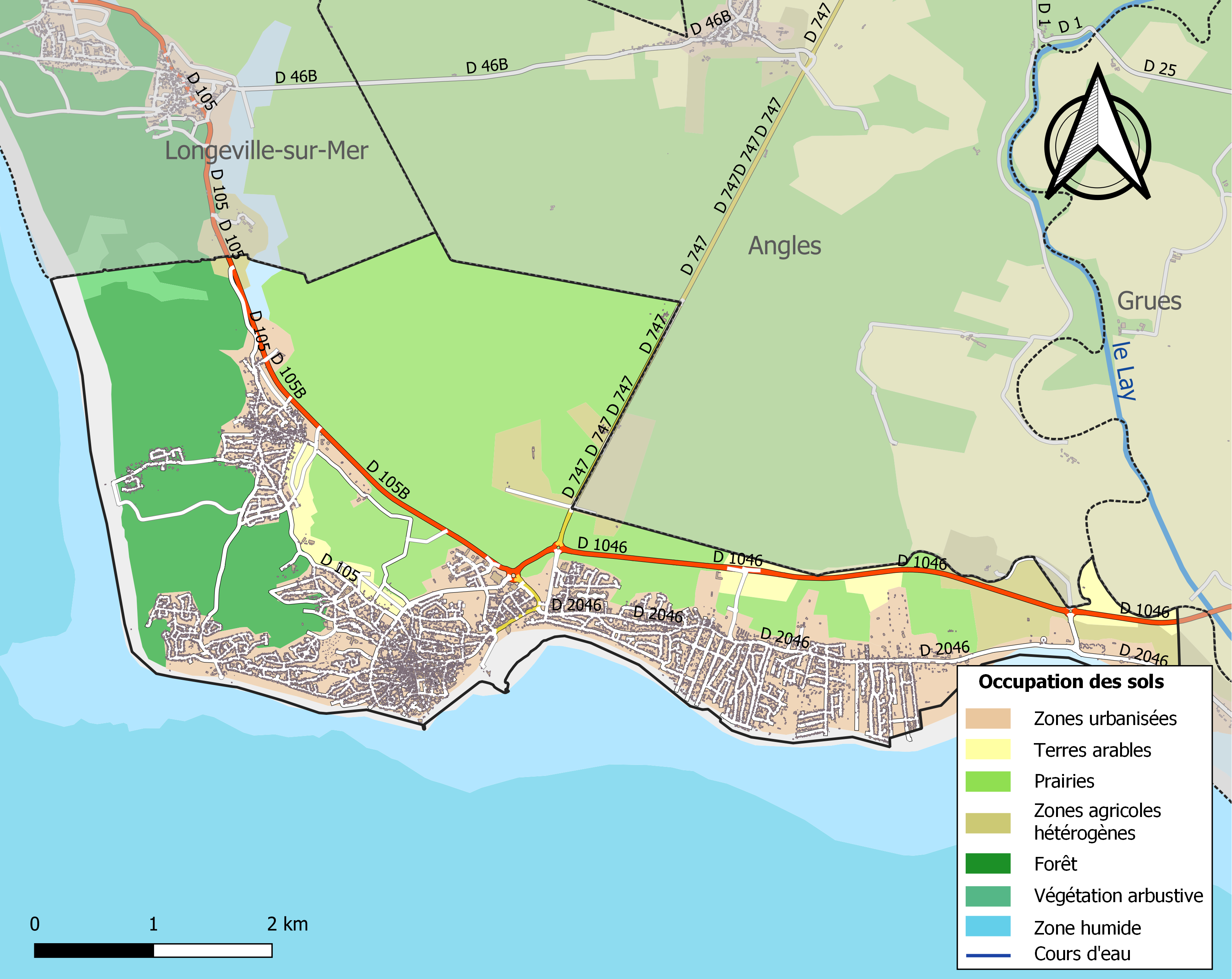
Carte des infrastructures et de l'occupation des sols de la commune en 2018 (CLC).

## Station familiale
- Labellisée « Famille Plus » et « Marque Accueil Vélo »
- Accueil :
  - Centre aéré
  - Clubs de plage
  - Aires de jeux et de pique-nique
- Divertissement :
  - Parc d'attractions
  - Centre aquatique
  - École de sports nautiques et un centre nautique
  - Skatepark
  - Un cinéma, deux salles
  - Une salle de spectacle
  - Une bibliothèque
  - Un mini-golf

Marché :
- Mardi, et samedi matin, centre-ville de la Tranche-sur-Mer (place de la Liberté), toute l'année
- Mercredi matin à la Grière sur le parking de la Grière, en juillet-août
- Dimanche matin à la Terrière, rue du Commerce, en juillet-août

Déplacements :
- Toute l'année, un minibus gratuit circule entre le centre-ville, la Terrière, le super marché et la Grière les lundis, mercredis et samedis matin de 8 h 30 à 12 h 30.
- Un minibus gratuit équipé pour les personnes à mobilité réduite circule sur demande pour desservir médecins, dentiste, kinés, pharmacies, supermarché, etc.
- En juillet-août, Le Fun Bus, plusieurs lignes gratuites, sont ouvertes le matin de 10h h et jusqu'à minuit pour celle desservant toutes La Tranche Sur Mer

## Patrimoine environnemental
- La Tranche-sur-Mer a obtenu en 2004 sa première fleur au Concours des villes et villages fleuris.
- La Tranche-sur-Mer a obtenu le pavillon bleu d'Europe sans interruption depuis 2002 jusqu'à aujourd'hui[17]. Ce gage de qualité distingue les communes non seulement pour la qualité des eaux de baignade, mais aussi pour l'entretien des plages, les équipements en sanitaire et la gestion des déchets.
- La réserve naturelle nationale de la Casse de la Belle Henriette.

## Activités de sport et de loisirs
- La pétanque avec une aire réservée,
- La boule en bois avec un boulodrome couvert,
- Le skateboard avec un skate-park en plein air,
- La planche à voile, le skimboard et le surf ; de l'anse de du Maupas jusqu'à la jonction avec Longeville-sur-Mer, plusieurs spots sont favorables à une pratique diversifiée de ces activités : L'Embarcadère, Pavillon de l'Aunis, Générelles, Phare, Corps de Garde, Bud Bud et la plage de la Terrière, plages front d'océan ;
- Le tennis avec deux courts couverts et quatre courts extérieurs,
- Club de bridge affilié à la Fédération Française de Bridge.
- L'aviation avec un aérodrome proposant le survol des îles et des baptêmes de l'air,
- Deux salles multi-sports
- La station dispose aussi :
  - d'une discothèque,
  - des sentiers pédestres,
  - 40 km de pistes cyclables sécurisées,
  - un parcours santé de deux kilomètres équipé d'agrès autour du plan d'eau
  - de 440 hectares de forêt composée de (chêne vert, pin maritime, queue de lièvre, alisier troène,…) et habitée (chevreuil, écureuil, rouge-gorge…).

## Préhistoire
La commune abrite des sites préhistoriques littoraux dont certains submergés (néolithique ancien et moyen) démontrent des liens avec le monde méditerranéen.
Une mâchoire munie de ses dents (femme entre 30 et 46 ans) a été découverte en 2019, sur une plage de Sainte-Anne. Elle a été datée de l’âge du Bronze.

## Histoire
- 1798 : Action du 30 juin 1798.
- 1938 : La Tranche devient La Tranche-sur-Mer.
- 1954 : La Faute-sur-Mer se sépare de La Tranche-sur-Mer et devient une commune.
- 2010 : La Tranche-sur-Mer est l'une des communes de l'Ouest de la France les plus touchées par la tempête Xynthia, le 28 février 2010. Malgré de nombreux dégâts sur le littoral, aucun mort n'y est toutefois à déplorer, contrairement à la commune voisine de La Faute-sur-Mer.

## Emblèmes

### Héraldique
| Blason | Blasonnement : De gueules au lion d'or, au chef parti : au premier cousu d'azur au soleil non figuré d'or, et au second cousu de sinople au cœur vendéen d'argent. |

### Devise
La devise de La Tranche-sur-Mer : Sol Omnibus Adest (Du soleil pour tous).

## Politique et administration

### Liste des maires

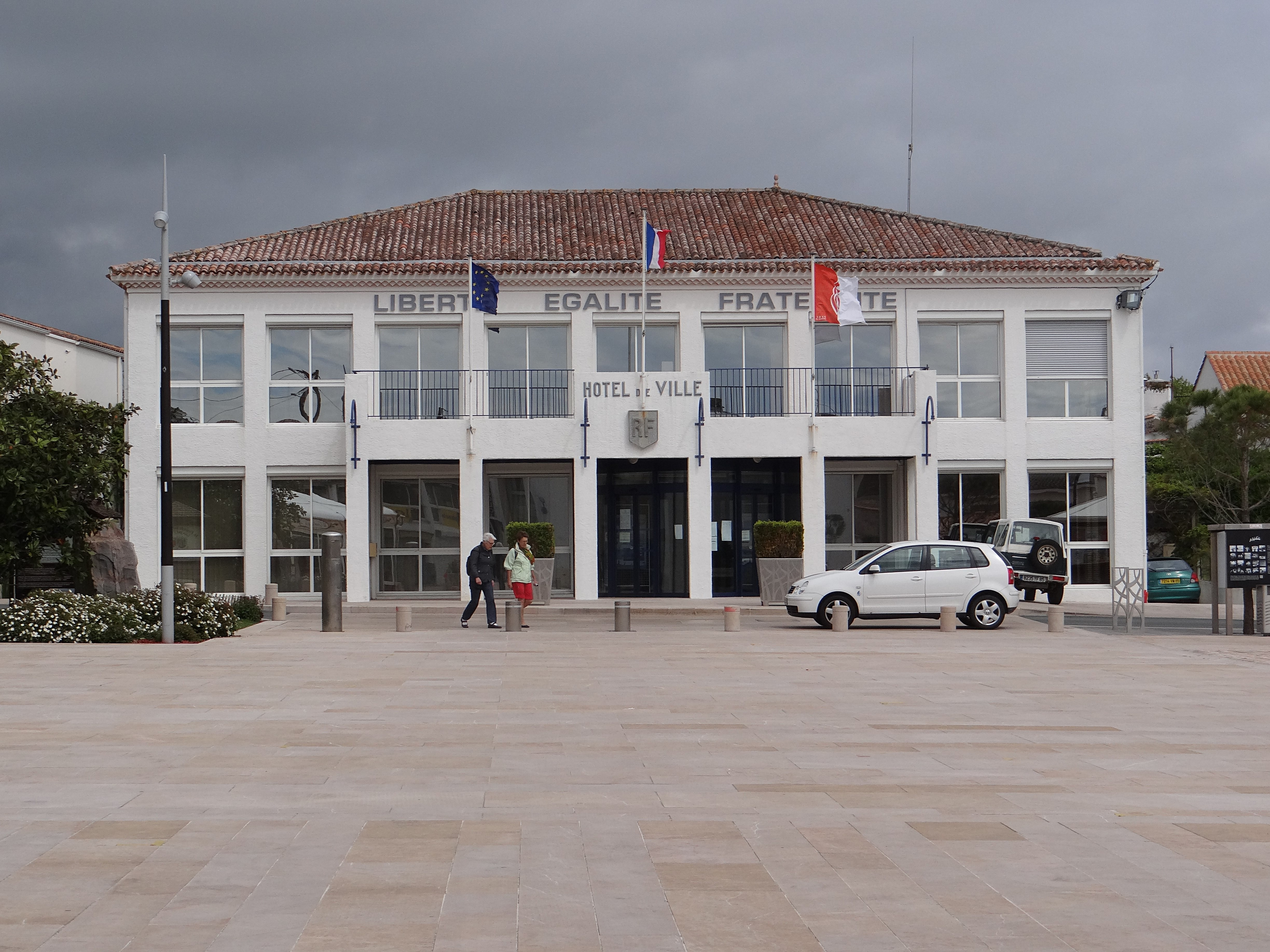
La mairie.
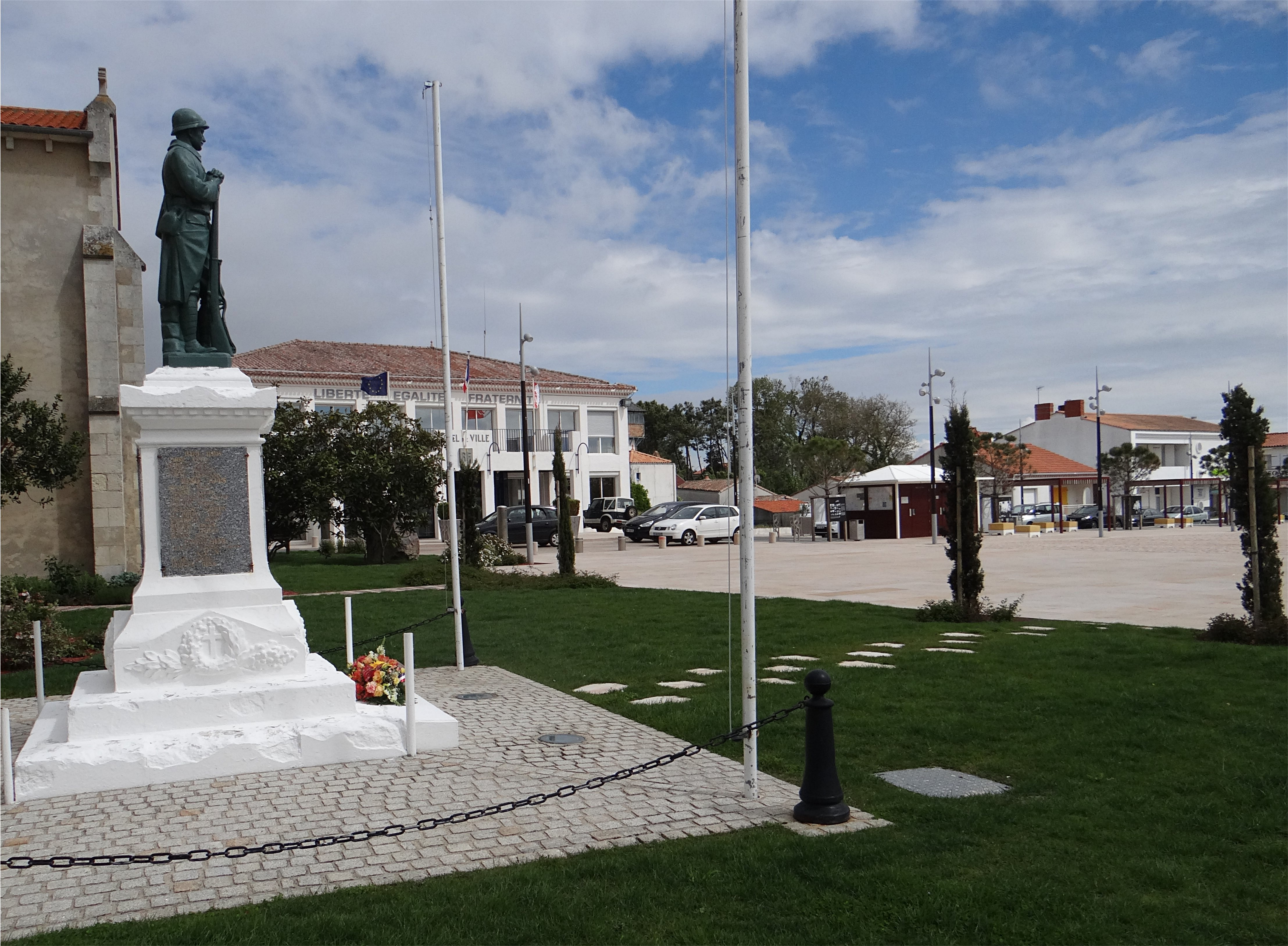
Monument aux morts et la mairie.

## Population et société

### Démographie

#### Évolution démographique
L'évolution du nombre d'habitants est connue à travers les recensements de la population effectués dans la commune depuis 1793. Pour les communes de moins de 10 000 habitants, une enquête de recensement portant sur toute la population est réalisée tous les cinq ans, les populations de référence des années intermédiaires étant quant à elles estimées par interpolation ou extrapolation. Pour la commune, le premier recensement exhaustif entrant dans le cadre du nouveau dispositif a été réalisé en 2006.
En 2022, la commune comptait 3 129 habitants, en évolution de +7,64 % par rapport à 2016 (Vendée : +5,33 %, France hors Mayotte : +2,11 %). Le maximum de la population a été atteint en 2018 avec 2 924 habitants.
| 1793 | 1800 | 1806 | 1821 | 1831 | 1836 | 1841 | 1846  | 1851  |
| ---- | ---- | ---- | ---- | ---- | ---- | ---- | ----- | ----- |
| 515  | 691  | 628  | 738  | 885  | 919  | 965  | 1 029 | 1 039 |

| 1856  | 1861  | 1866  | 1872  | 1876  | 1881  | 1886  | 1891  | 1896  |
| ----- | ----- | ----- | ----- | ----- | ----- | ----- | ----- | ----- |
| 1 125 | 1 248 | 1 302 | 1 329 | 1 368 | 1 379 | 1 393 | 1 417 | 1 439 |

| 1901  | 1906  | 1911  | 1921  | 1926  | 1931  | 1936  | 1946  | 1954  |
| ----- | ----- | ----- | ----- | ----- | ----- | ----- | ----- | ----- |
| 1 458 | 1 553 | 1 503 | 1 337 | 1 386 | 1 462 | 1 588 | 1 697 | 1 452 |

| 1962  | 1968  | 1975  | 1982  | 1990  | 1999  | 2006  | 2011  | 2016  |
| ----- | ----- | ----- | ----- | ----- | ----- | ----- | ----- | ----- |
| 1 781 | 2 040 | 2 125 | 2 071 | 2 065 | 2 510 | 2 644 | 2 740 | 2 907 |

| 2021  | 2022  | - | - | - | - | - | - | - |
| ----- | ----- | - | - | - | - | - | - | - |
| 3 054 | 3 129 | - | - | - | - | - | - | - |

#### Pyramide des âges
La population de la commune est relativement âgée.
En 2018, le taux de personnes d'un âge inférieur à 30 ans s'élève à 15,8 %, soit en dessous de la moyenne départementale (31,6 %). À l'inverse, le taux de personnes d'âge supérieur à 60 ans est de 54,7 % la même année, alors qu'il est de 31,0 % au niveau départemental.
En 2018, la commune comptait 1 342 hommes pour 1 582 femmes, soit un taux de 54,10 % de femmes, largement supérieur au taux départemental (51,16 %).
Les pyramides des âges de la commune et du département s'établissent comme suit.
| Hommes | Classe d’âge | Femmes |
| ------ | ------------ | ------ |
| 1,0    | 90 ou +      | 4,2    |
| 17,4   | 75-89 ans    | 20,6   |
| 32,7   | 60-74 ans    | 33,2   |
| 19,9   | 45-59 ans    | 16,8   |
| 12,0   | 30-44 ans    | 10,4   |
| 7,7    | 15-29 ans    | 7,2    |
| 9,4    | 0-14 ans     | 7,6    |

| Hommes | Classe d’âge | Femmes |
| ------ | ------------ | ------ |
| 0,8    | 90 ou +      | 2,2    |
| 8,7    | 75-89 ans    | 11,1   |
| 20,3   | 60-74 ans    | 21,3   |
| 20     | 45-59 ans    | 19,4   |
| 17,5   | 30-44 ans    | 16,8   |
| 15     | 15-29 ans    | 13,2   |
| 17,7   | 0-14 ans     | 16,1   |

## Économie
- Taux de chômage : 15 % (2020)[29]
- Médiane du revenu disponible par unité de consommation : 23 950 euros / an (2014)[29]

## Lieux et monuments
- La plage de La Terrière, haut-lieu du surf
- Le site de la Belle Henriette (lagune)
- La chapelle de La Grière
- L'église Saint-Nicolas, construite en 1868 ; elle fait partie du regroupement paroissial de Notre-Dame-de-Lumière dépendant du diocèse de Luçon
- Le phare
- L'embarcadère.
  - L'ancien embarcadère (appelé aussi ponton), un ouvrage en bois qui datait de 1971, a été détruit à partir de janvier 2008 et reconstruit avec une structure métallique. Il présente une longueur identique mais une largeur double (4,5 m). Il devient ainsi, en plus de sa fonction d'accotement pour des croisières (Ile de Ré, La Rochelle, Île d'Aix…), un lieu de promenade. Il a été endommagé par la tempête Xynthia du 28 février 2010 et entièrement reconstruit en 2012.

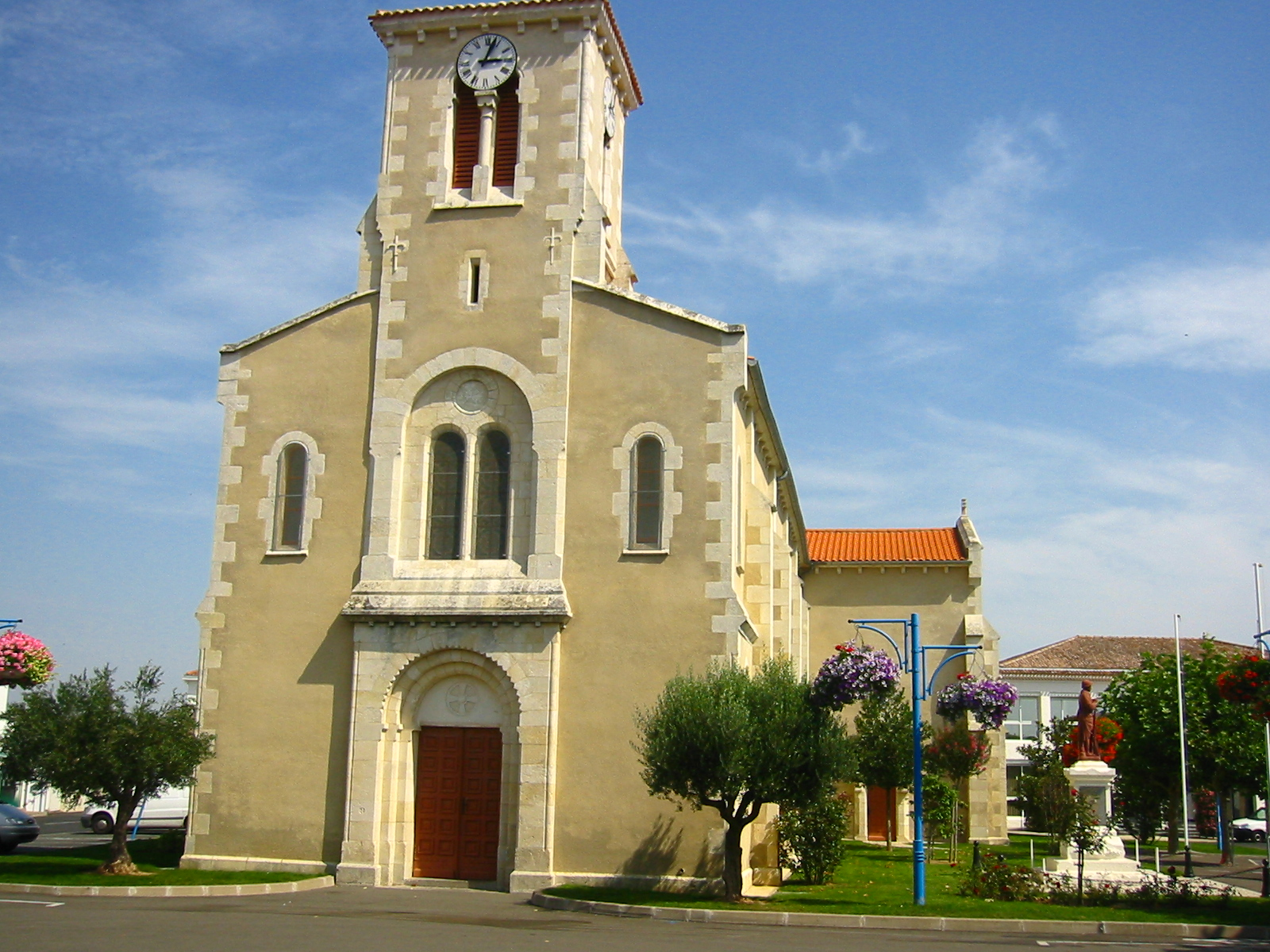
Église Saint-Nicolas de La Tranche-sur-Mer.
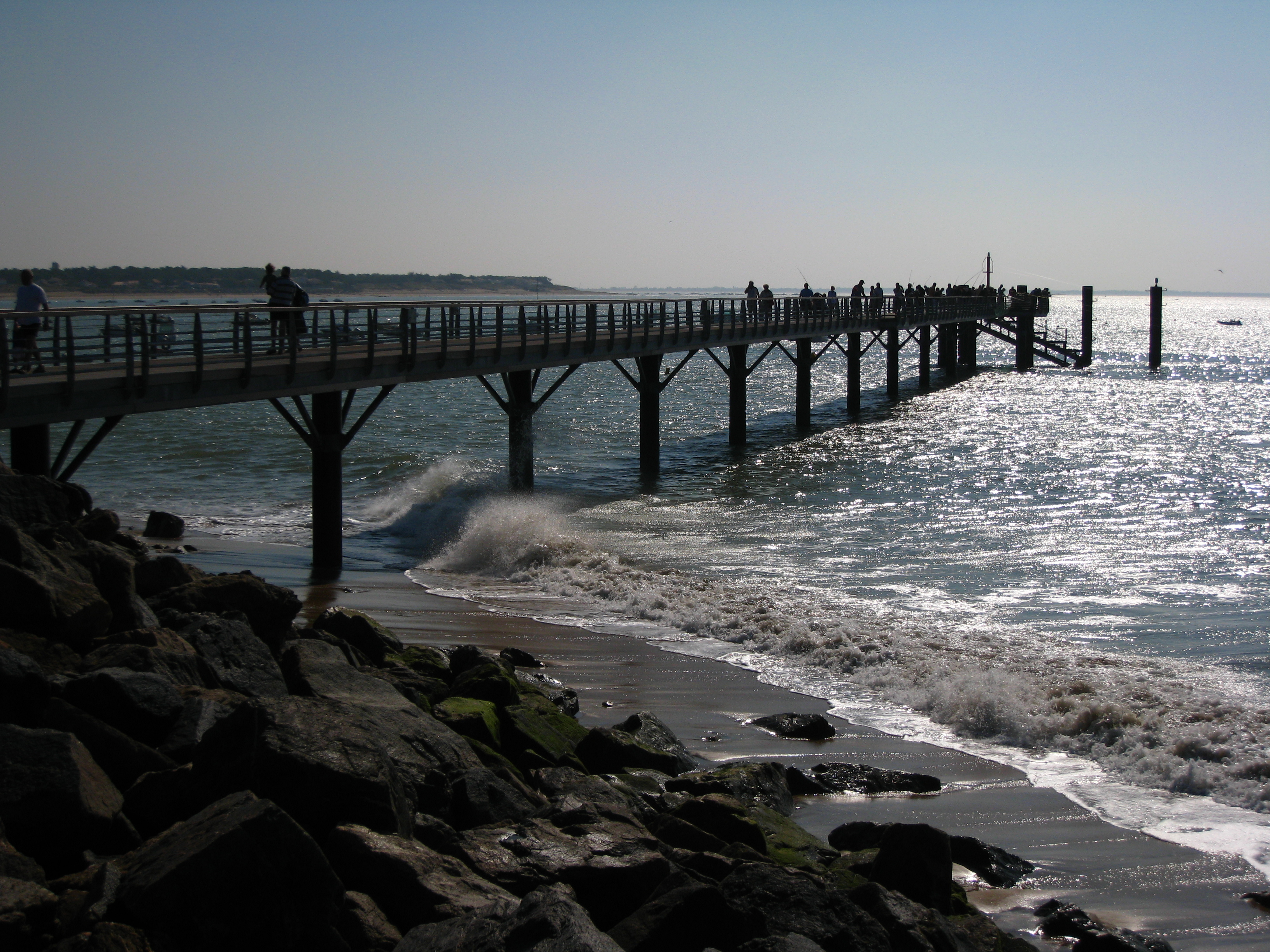
Nouvel embarcadère (2008).
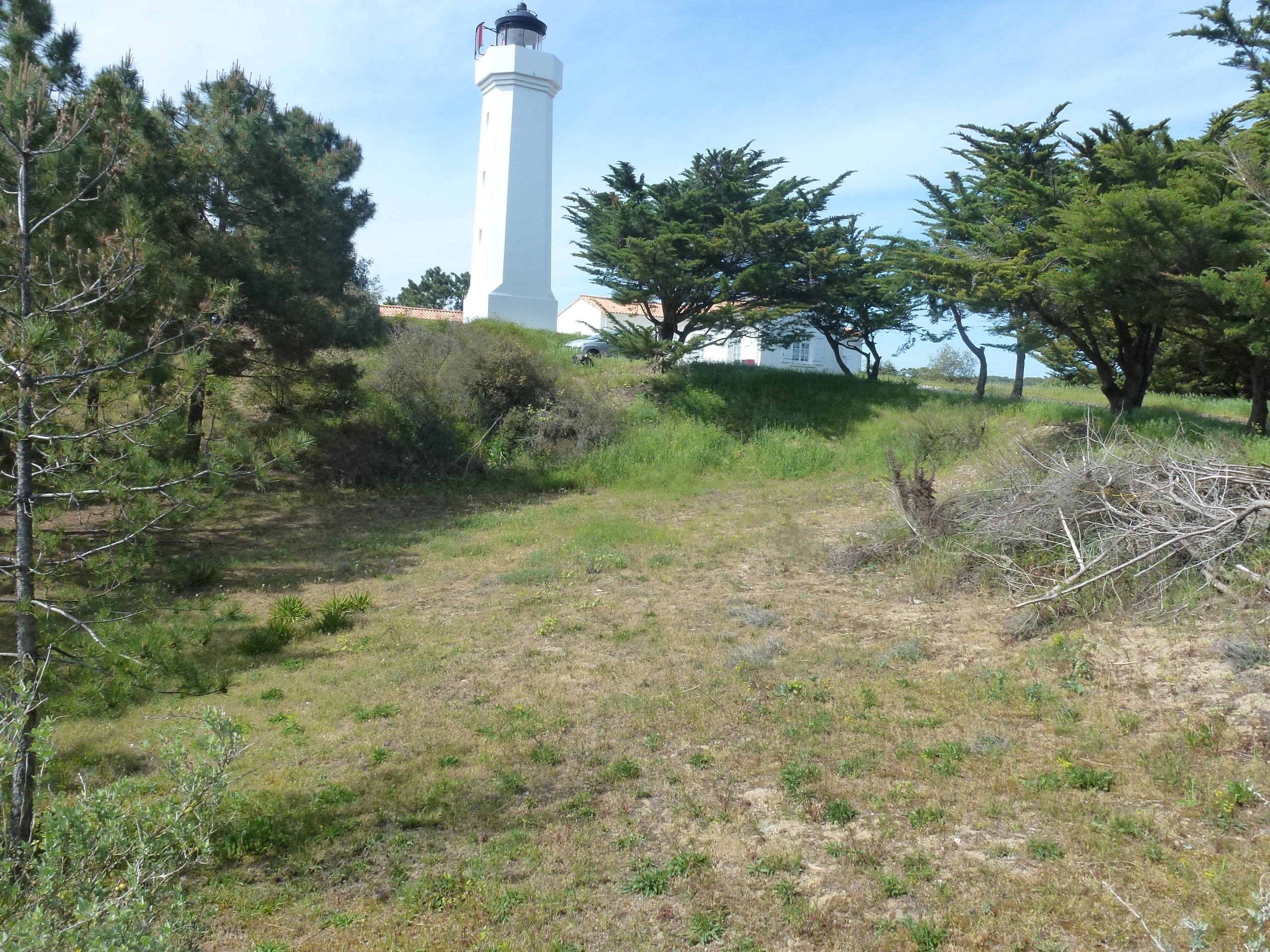
Phare du Grouin du Cou.

## Personnalités liées à la commune
- Le danseur Audric Bezard y est né en 1982.

## Évènements
- Raids La Tranche-sur-Mer / Ile de Ré (planche à voile - kitesurf - paddleboard)
- Les Galopades Tranchaises : course nature se déroulant début avril ouverte aux coureurs comme aux marcheurs. Entre dune et forêt, des circuits allant de 8 à 26 km.
- Le Festival des Jeux
- Vague de Jazz est un festival de Jazz créé en 2002 par l'association du même nom située dans la ville de Longeville-sur-Mer ainsi qu'aux Sables-d'Olonne et La Tranche-sur-Mer.

Depuis 1993, la ville est animée au printemps et en été par le festival « La Déferlante ». Diverses manifestations culturelles gratuites sont organisées par l'association éponyme dans neuf stations balnéaires de la région Pays de la Loire : Saint-Brevin-les-Pins, Pornic, Barbâtre, Notre-Dame-de-Monts, Saint-Jean-de-Monts, Saint-Hilaire-de-Riez, Saint-Gilles-Croix-de-Vie, Les Sables-d'Olonne et La Tranche-sur-Mer (du nord au sud).
- Championnat de France de Skimboard sur la plage Centrale.

## Jumelages
Bad Rippoldsau-Schapbach (Allemagne) depuis avril 1989 (ville située en Forêt-Noire).